# Pauline Lefèvre-Utile
Pauline Isabelle Lefèvre-Utile, née Utile le 30 juin 1830 à Marle et morte le 5 avril 1922 à Nantes, fonde avec son mari Jean-Romain Lefèvre (1819-1882), la maison LU en 1854.

## Biographie
Pauline Isabelle Utile naît le 30 juin 1830 à Marle dans le département de l’Aisne. Son père, Jean Baptiste Désiré Utile (1792-?1858), est gendarme à cheval puis rentier à la suite d’un héritage, sa mère Catherine Marie Adélaide (1798-1879) est née Picart. À l’âge de seize ans, ses parents l’envoient chez deux de ses tantes, à Varennes-en-Argonne, comme demoiselle de boutique. Cette pratique se développe au XIXe siècle et permet aux femmes d'accéder à un travail et de constituer elles-mêmes leur dot. Ce travail va lui permettre d'acquérir l'expérience, les compétences ainsi qu'une partie des finances qui vont jouer un rôle déterminant dans la fondation de la maison LU.
Pauline y rencontre son futur mari, Jean-Romain Lefèvre, qu'elle épouse le 7 septembre 1850,. Le couple a quatre enfants : Ernest (1851-1939), Auguste (1854), Pauline (1855-1894), Louis (1858-1940).

### Fondation de la maison LU
Dès 1846, Jean-Romain propose des biscuits anglais, Huntley & Palmers (en), mais également ses propres recettes dans une pâtisserie au 5 rue Boileau à Nantes. En 1850, le couple devient propriétaire de la boutique et la nomme Fabrique de biscuits de Reims et de bonbons secs. Pauline est chargée de la gestion de la boutique et de l'aspect commercial de l'affaire familiale. Ses compétences contribuent grandement au développement de leur commerce jusqu'à l'acquisition, au moyen de sa dot, du local au numéro 7 de la même rue dont l'enseigne accole les deux noms : la maison LU est née,.

### Décès
Pauline meurt le 5 avril 1922 à Nantes à l'âge de 91 ans.

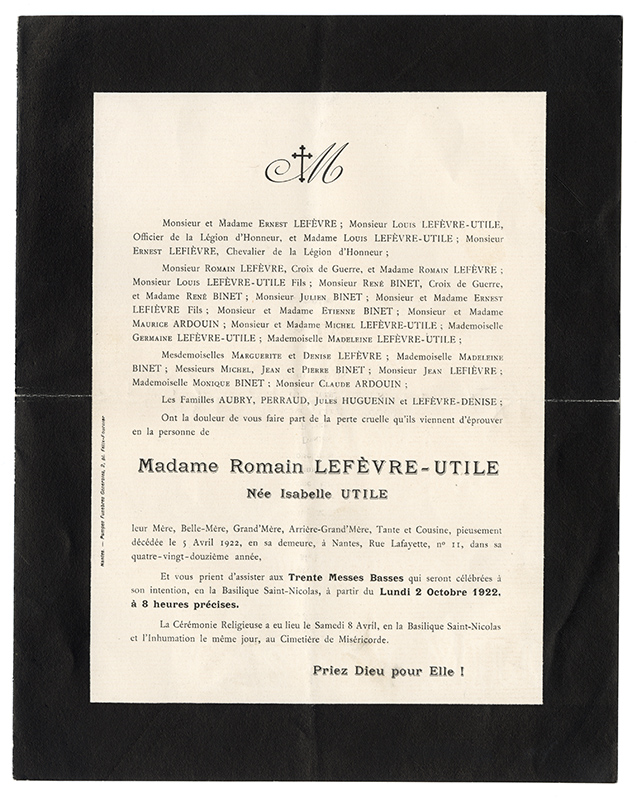
[Archive Château des ducs de Bretagne] - Faire-part de décès de Pauline Isabelle Lefèvre-Utile

## Prix et distinctions
- Mention Honorable à l'Exposition nationale de Nantes dans la catégorie « Biscuits » en 1861[4].
- Médaille d'or à l'Exposition industrielle de Nantes en 1882[6].